# Влигер, Симон де
Симон де Влигер (нидерл. Simon de Vlieger; 1601, Роттердам — 13 марта 1653, Весп, Северная Голландия) — голландский живописец Золотого века искусства Нидерландов, рисовальщик, в том числе картонов для шпалер, мастер офорта и проектировщик витражей. Но в основном известен как живописец-маринист.

## Биография
Симон де Влигер, вероятно, родился в Роттердаме в семье Якоба Питерса ван Цвета Боллевека (?—1634) и Лизбет Ваутерс. Его сестра Нилтье де Влигер стала живописцем в жанре натюрморта. Точные данные об учителях художника отсутствуют. Симон женился в Роттердаме 10 января 1627 года на Анне Герритс ван Виллиге (?—1647). У супругов была дочь Корнелия, которая вышла замуж за художника Паулюса ван Хиллегарта II. В 1634 году Симон де Влигер переехал в Делфт, где, как сообщается, с 1 мая 1634 года на протяжении года он арендовал дом «De Kranenburch». Год спустя он переехал в дом под названием «De Houttuyn». Был принят в Гильдию Святого Луки в Делфте, а затем в 1638 году в Амстердаме.
В 1638 году художник переехал в Амстердам. Здесь он работал до 1642 года над росписями и созданием декораций для встречи королевы Франции Марии Медичи. С 1642 по 1644 год с перерывами он работал в Роттердаме, но жил в основном в Амстердаме, гражданином которого он стал 5 января 1643 года. В 1650 году переехал в Весп, селение на берегу моря, где и скончался в 1653 году, едва дожив до пятидесяти двух лет. Его учеником был Виллем ван де Велде Младший.

## Творчество
Симон де Влигер считается последователем, возможно, учеником, Яна Порселлиса (иногда называют имя Яна ван Гойена). В 1630-х и 1640-х годах oн был одним из самых известных голландских маринистов, одним из первых, который писал как штормовое, так и спокойное море, отдельные корабли и целые флоты и морские баталии. Де Влигер мастерски передавал отражение солнечного света на морской глади и высокое небо с лёгкими облаками. По определению А. Хоубракена «его картины ценили за натуральность и художественное выполнение, с каким он изображал Харлемское море с кораблями, паруса которых надувает свежий ветер» (Houbraken, S. 228). Симон де Влигер «прошёл тот же путь, что и Гойен и Рёйсдал, — от единой тональности ранних работ к отходу от неё в поздних произведениях».
Помимо живописи, Влигер рисовал картоны для шпалер и витражей для Новой церкви в Амстердаме, занимался офортом и проектировал ставни органа для церкви Св. Лаврентия в Роттердаме. Де Влигер подписывал свои работы литерами «S.D.VL.F.» (Simon de Vlieger fecit).
Самые ранние из известных картин Де Влигера датируются 1624 годом. Они написаны под влиянием Яна Порселлиса и Виллема ван де Велде Старшего и показывают несколько кораблей и скалистые берега. Известны также около двадцати офортов работы Симона де Влигера.
Во время проживания в Делфте де Влигер создал ряд картин, изображающих море, омывающее скалистые берега. Примером этого периода творчества художника является картина «Укрощение бури» (1637, Художественная коллекция Гёттингенского университета). Крупный план картины и общая композиция восходят к гравюре, сделанной Адрианом Коллартом по эскизу фламандского художника Мартена де Воса. Эта гравюра, изображающая бурю на море Галилейском, была деталью 12-частной «Vita, passio et Resvrrectio Iesv Christ», опубликованной в 1583 году Яном и Рафаэлем Саделерами в Антверпене. Как и на гравюре, де Влигер изобразил корабль Христа и апостолов в наклонном положении, но отошёл от гравюры, включив историю в бурный морской пейзаж.
Мастерская Влигера превратилась в подобие фабрики, производящей серии картин. В ней работали многие ученики и помощники художника, в том числе пейзажист Хендрик Якобс Дуббельс. Картины Симона де Влигера оказывали большое влияние на следующее поколение художников-маринистов. Его работы копировали другие художники, такие как Ян ван Оссенбек (ок. 1624—1674). С произведениями де Влигера был знаком Альберт Кёйп.
Его учениками были Виллем ван де Велде Младший, Адриан ван де Велде и Ян ван де Каппель. Когда де Влигер скончался в 1653 году, в его мастерской осталось много незаконченных работ. Одну из них Ян ван де Каппель продал Джоанне Сикс, супруге Симона ван дер Стела.
Творческое наследие Симона де Влигера обширно, его произведения хранятся в картинных галереях Амстердама, Роттердама, Копенгагена, Санкт-Петербурга, Вены, Будапешта, Дрездена, Берлина, Шверина и др. Де Влигер также создал целый ряд ландшафтных гравюр. Несколько картин Влигера находилось в коллекции П. П. Семёнова-Тян-Шанского, среди них выделяется картина «Волнующееся море с парусными судами», которая ныне находится в санкт-петербургском Эрмитаже; также в Эрмитаже хранится и другая известная картина художника «Флотилия на реке Маас у Роттердама». Всего в Эрмитаже хранится шесть картин Симона де Влигера.

## Галерея

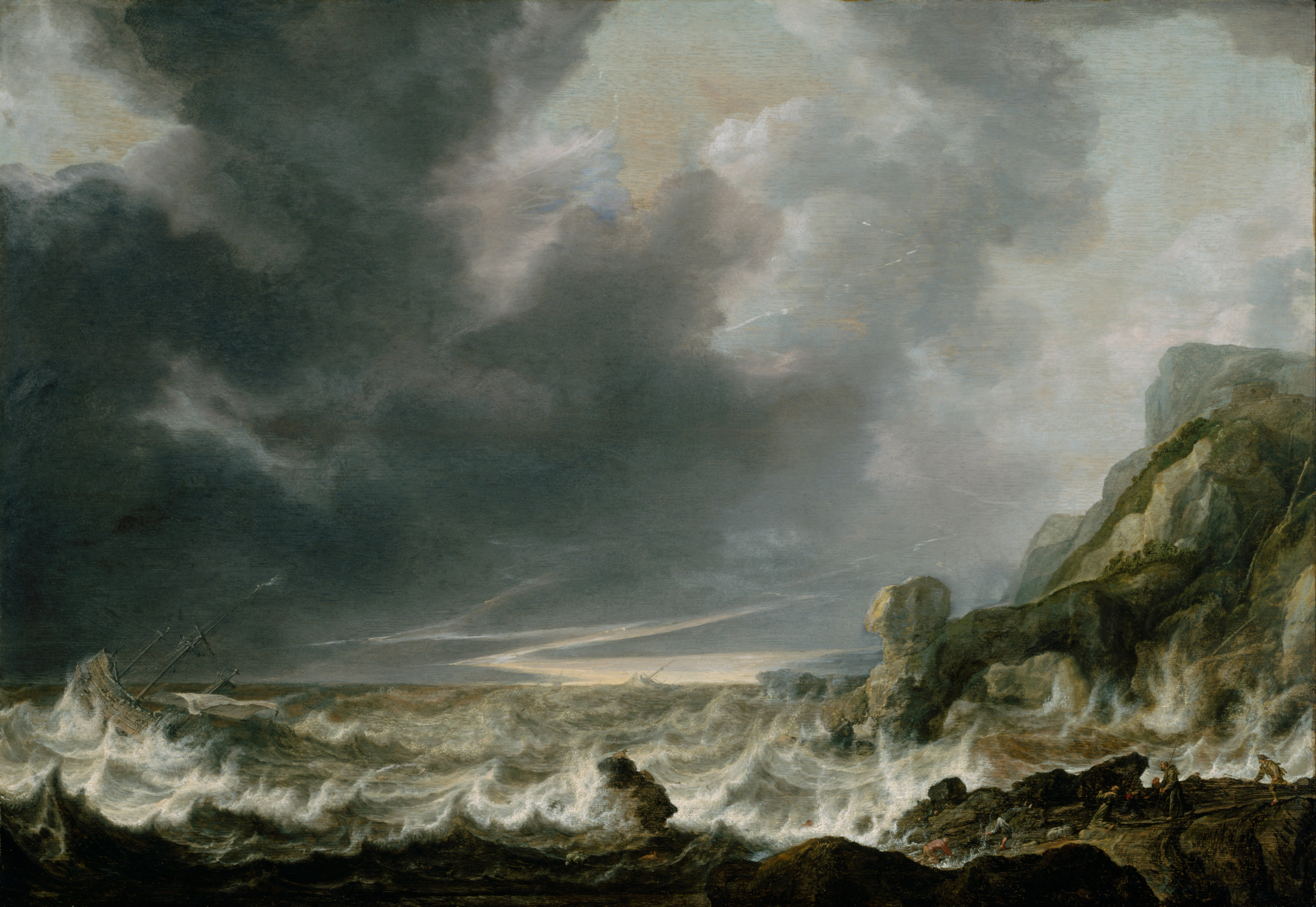
Корабль терпит бедствие у скалистого берега. Ок. 1645. Дерево, масло. Художественный музей Индианаполиса, США
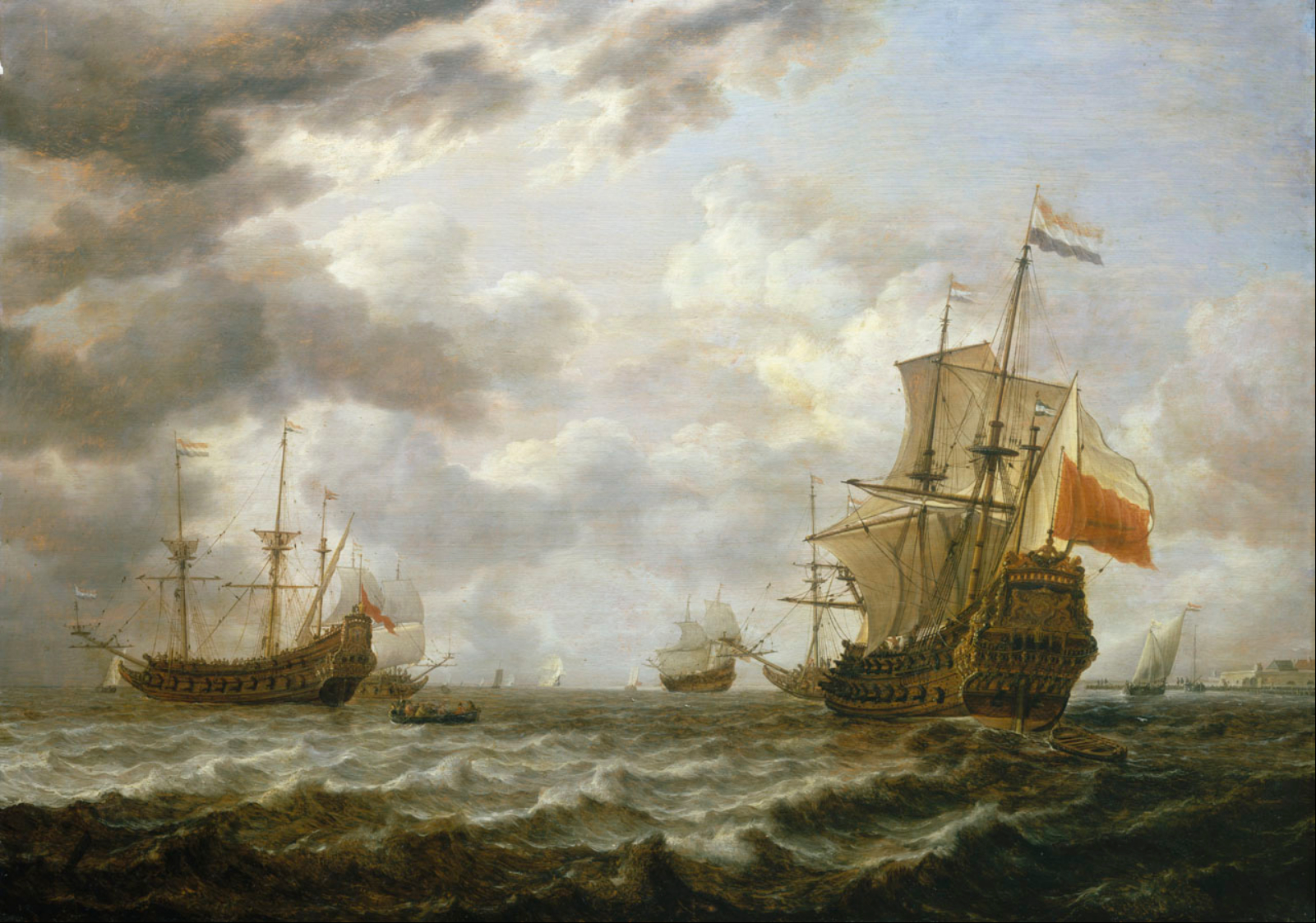
Бредероде у Хеллевутслёйса. Дерево, масло. Национальный морской музей, Гринвич, Лондон
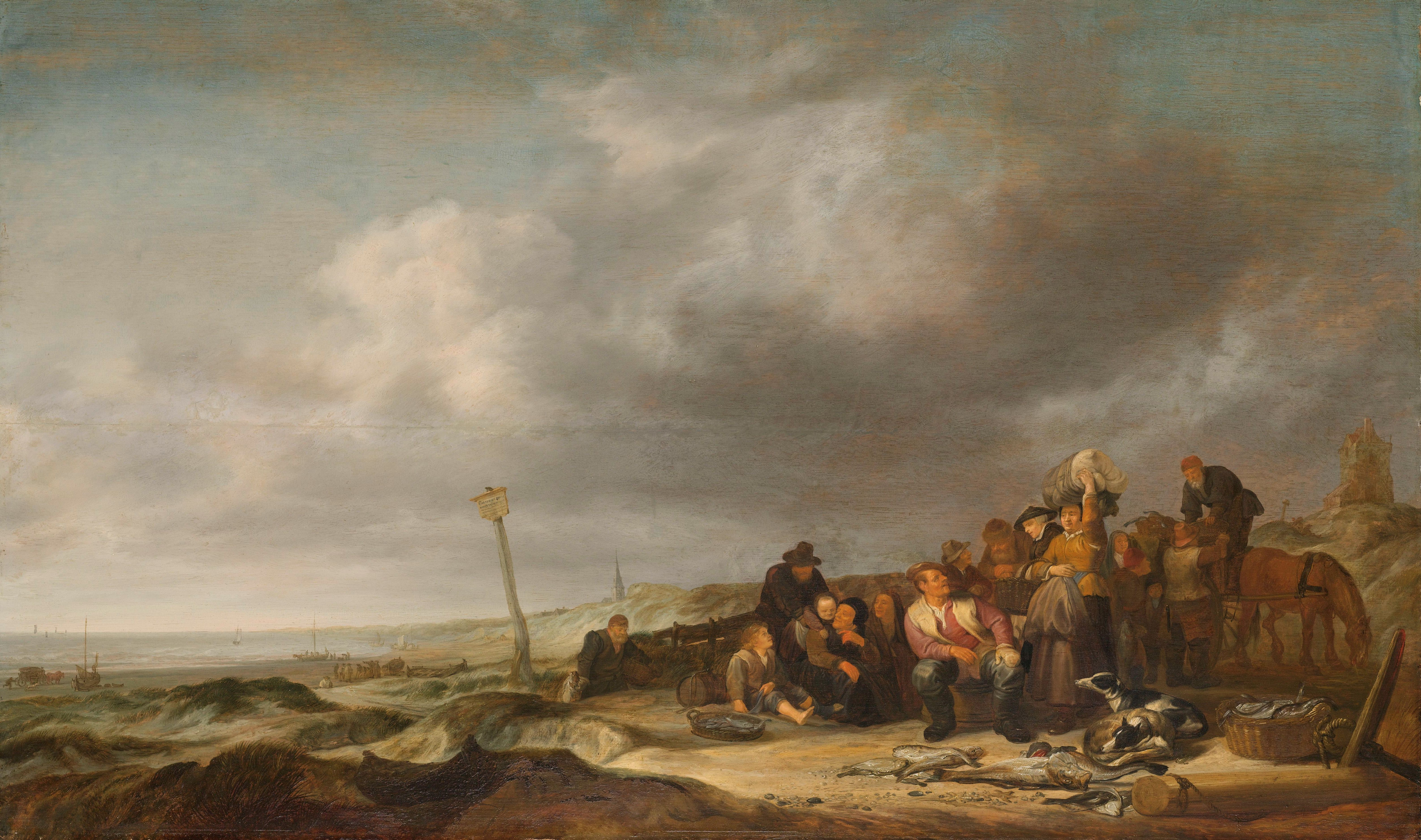
Побережье с рыбаками. Между 1630 и 1653. Дерево, масло. Рейксмюсеум, Амстердам
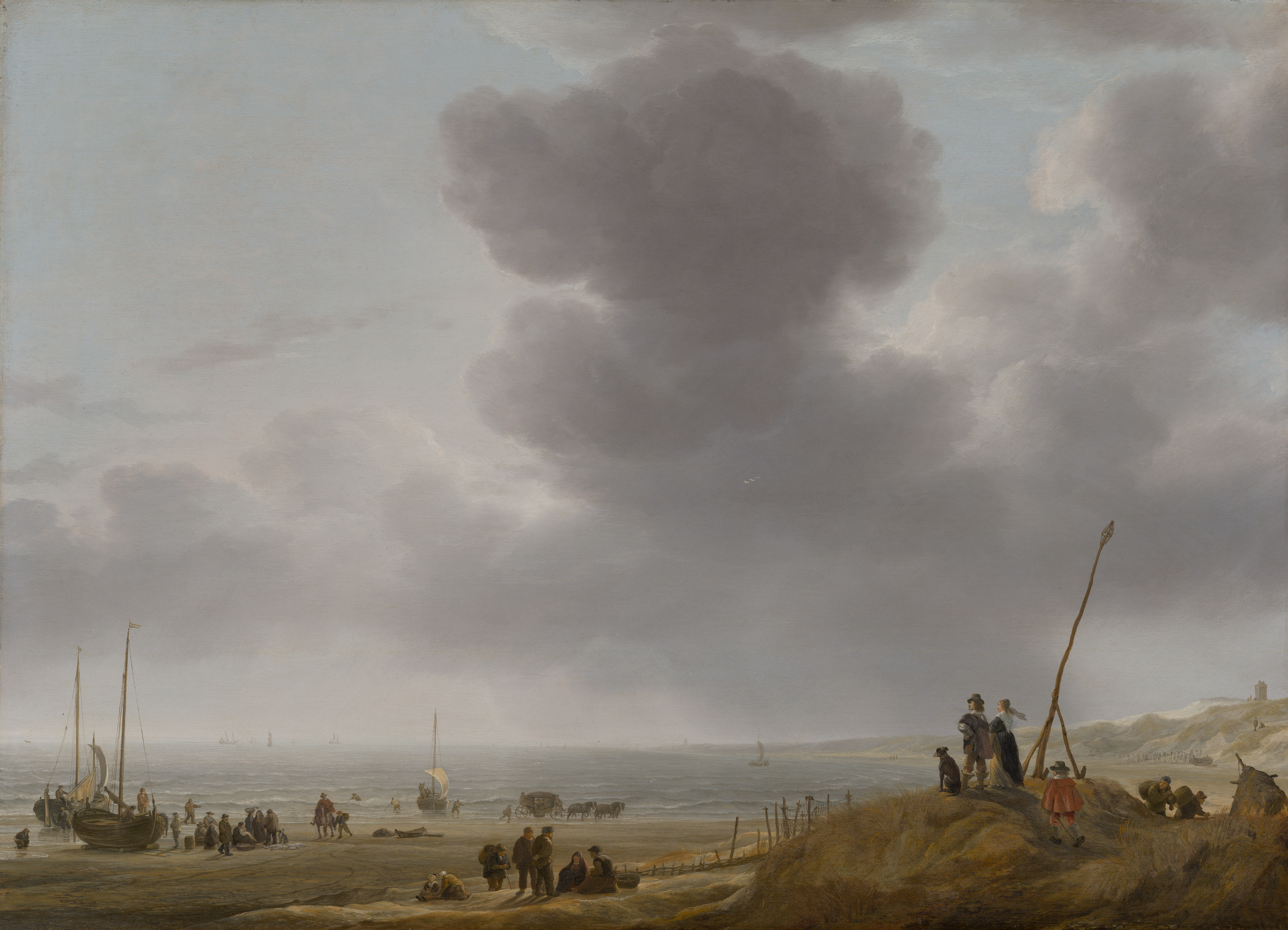
Вид берега. 1643. Дерево, масло. Маурицхёйс, Гаага
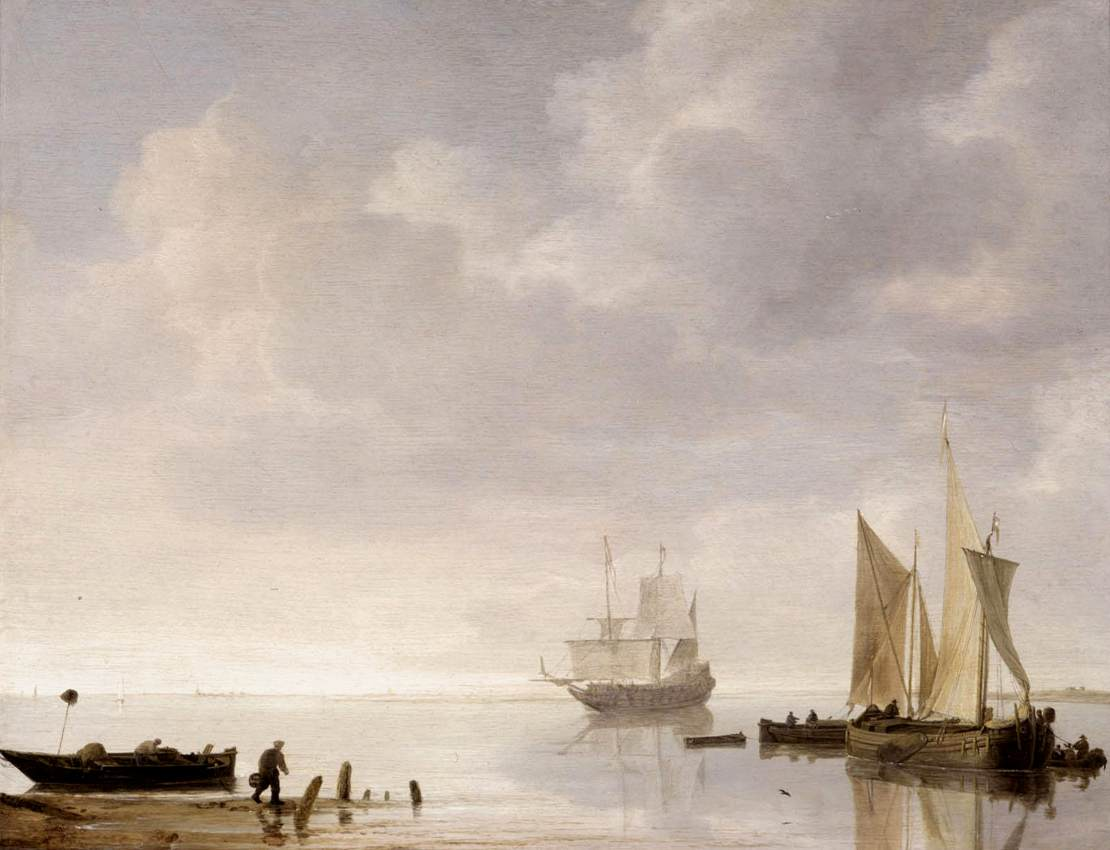
Прибрежная сцена. Дерево, масло. Частное собрание
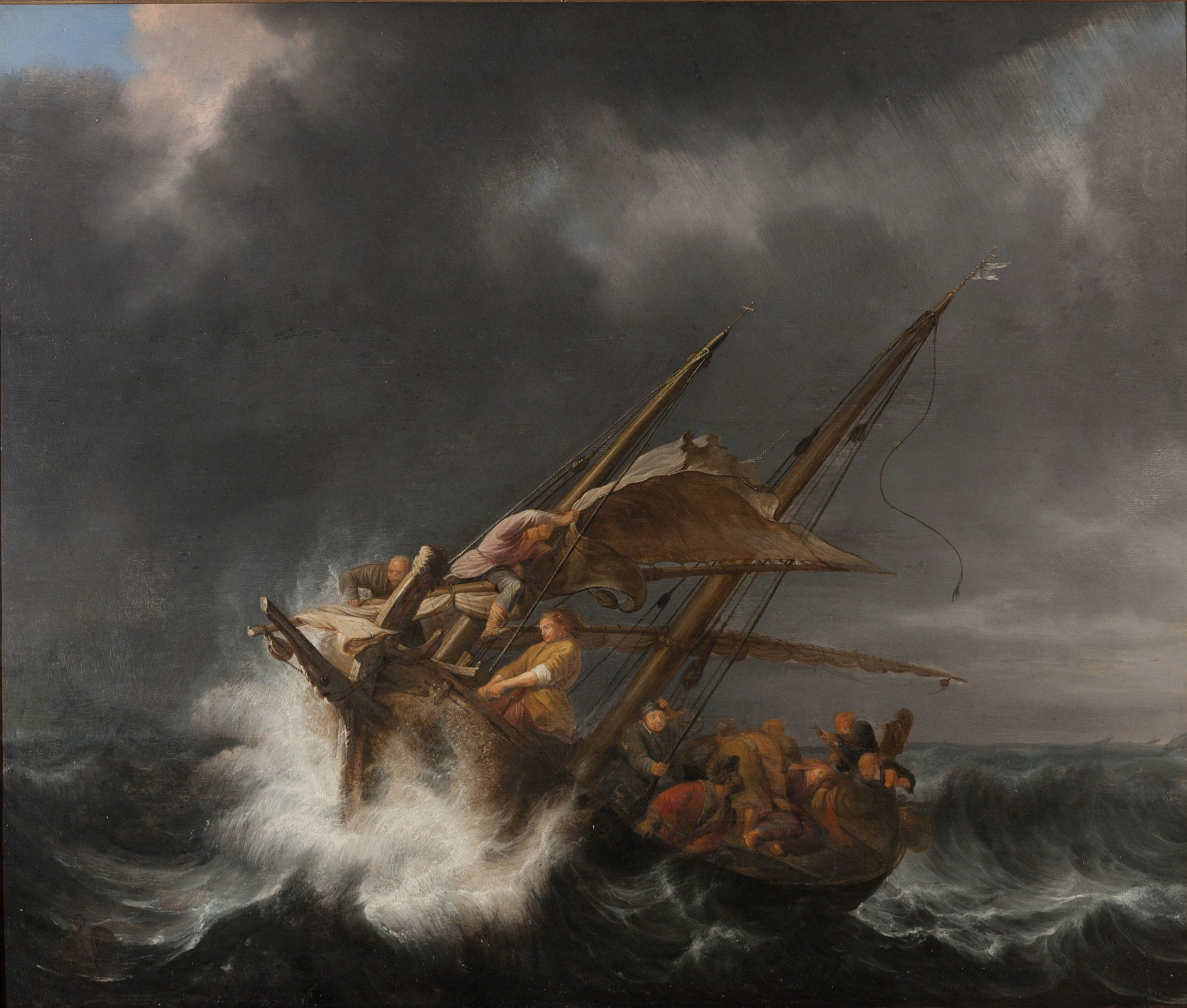
Укрощение бури. 1637. Холст, масло. Художественная коллекция Гёттингенского университета, Гёттинген
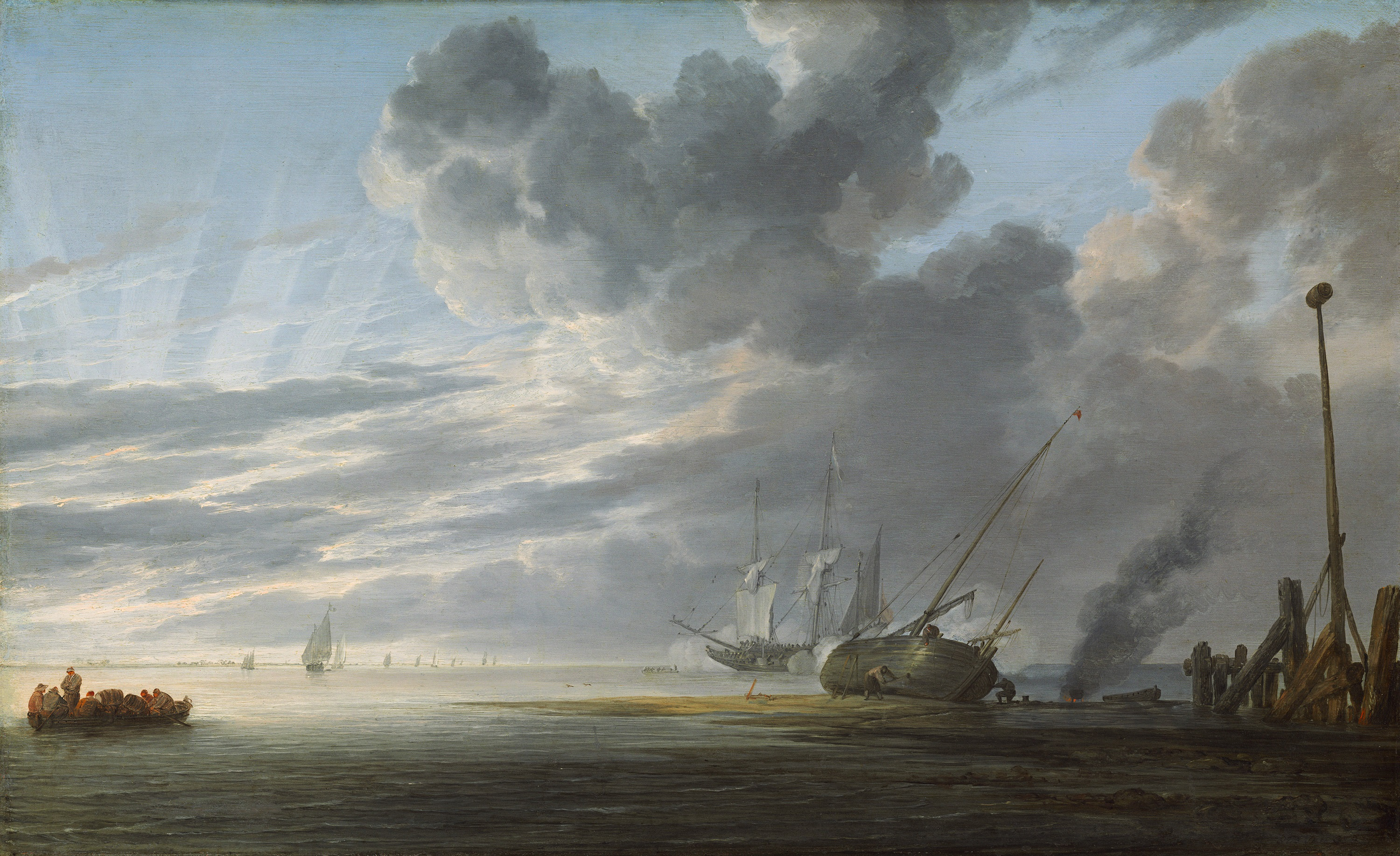
Морской пейзаж утром. Между 1640 и 1645. Дерево, масло. Национальная галерея искусства, Вашингтон
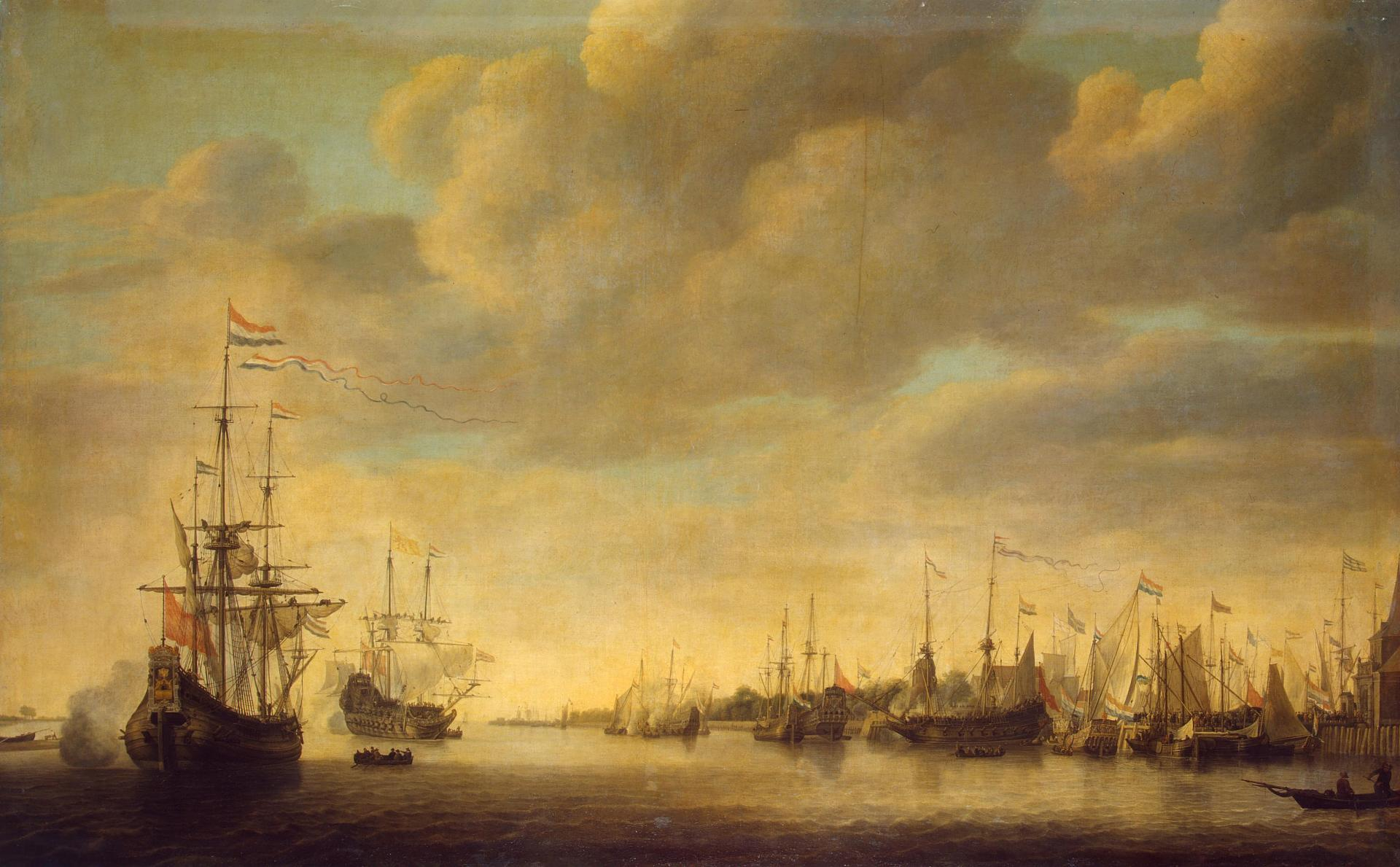
Прибытие Вильгельма Оранского в Роттердам. 1642. Холст, масло. Государственный Эрмитаж, Санкт-Петербург